# Ivoševci
Ivoševci (serb. Ивошевци) – wieś w Chorwacji, w żupanii szybenicko-knińskiej, w gminie Kistanje. W 2011 roku liczyła 360 mieszkańców.